# Mate Šunjić
Mate Šunjić (Metković, 18 de marzo de 1987) es un jugador de balonmano croata que juega de portero en el Cesson-Rennes MHB de la LNH. Es internacional con la selección de balonmano de Croacia.
En 2005, Šunjić, fue campeón del Mundo Juvenil con la selección de balonmano de Serbia y Montenegro. Tras la separación de ambos países se convirtió en internacional con Croacia, ganando la medalla de oro en los Juegos Mediterráneos de 2018.

## Clubes
| Club              | País    | Año         |
| ----------------- | ------- | ----------- |
| RK Metković       | Croacia | ? - 2005    |
| RK Medveščak      | Croacia | 2005 - 2010 |
| RK Nexe Našice    | Croacia | 2010 - 2013 |
| US Créteil HB     | Francia | 2013 - 2017 |
| CSM București     | Rumania | 2017 - 2018 |
| US Ivry Handball  | Francia | 2018 - 2024 |
| Cesson-Rennes MHB | Francia | 2024 - Act. |